# Социально-демократический центр — Народная партия
Демократический и социальный центр — Народная партия (порт. Centro Democrático e Social — Partido Popular, CDS—PP) ['sẽtɾu dɨmu'kɾatiku i susi'aɫ / pɐɾ'tidu pupu'laɾ] прослушатьо файле, в 1974—1993 — Партия социально-демократического центра (порт. Partido do Centro Democrático Social) или Демократический и социальный центр (порт. Centro Democrático e Social, CDS) — португальская правая политическая партия. Основана после Революции гвоздик. Активно участвовала в послереволюционной политической борьбе. Несколько раз входила в правительственные коалиции. В 2010—2020-х в значительной мере утратила влияние, но на выборах 2024 восстановила парламентское представительство. Стоит на позициях консерватизма и христианской демократии.

## История

### Основание: инициатива Фрейташа ду Амарала
25 апреля 1974 года Революция гвоздик свергла авторитарный режим салазаристского Нового государства. Началось интенсивное создание политических партий. Свою политическую структуру стали формировать и португальские консерваторы. Среди них были и сторонники прежнего режима, искавшие пути его модернизации и приспособления к западноевропейским реалиям 1970-х годов.
Консолидирующей фигурой выступал 33-летний юрист Диогу Фрейташ ду Амарал — сын секретаря Антониу Салазара, близкий сотрудник Марселу Каэтану, адвокат Корпоративной палаты. В годы премьерства Каэтану он участвовал в совещаниях по либерализации режима не имевших конкретных результатов. Политический проект Фрейташа ду Амарала поддержали правые военные круги.Задача состояла в том, чтобы организовать политический отпор усиливающейся компартии и её леворадикальным союзникам в Движении вооружённых сил.
Учреждение правой партии состоялось 19 июля 1974 года. Партия получила название Социально-демократический центр (Centro Democrático e Social, CDS, СДЦ) и подчёркивала свою центристскую ориентацию — поскольку понятие «правые» было скомпрометировано десятилетиями диктатуры и вызывало резкое отторжение.
Партийная идеология обозначалась как социальный консерватизм, христианская демократия и экономический либерализм. Важное место в Декларации принципов занимали установки солидаризма, призывы совместить частную предпринимательскую инициативу с кооперацией и ассоциированием. Среди целей было названо преодоление социального неравенства. При этом решительно отвергались «фашистский идеал абстрактной нации и марксистский идеал мессианского класса».
Председателем СДЦ был избран Фрейташ ду Амарал, его заместителями — Аделину Амару да Кошта (инженер и журналист) и Виктор Са Машаду (юрист и социолог). Среди основателей были юрисконсульт промышленных компаний Базилиу Орта, профессор-юрист Франсишку Лукаш Пиреш, бывший министр колоний в правительстве Салазара Адриану Морейра, госсекретарь по торговле в правительстве Каэтану Валентин Шавьер Пинтаду, банковский адвокат Жуан Мораиш Лейтан, инженер-строитель Жуан Лопеш Порту. Все они принадлежали к элите либо высшему слою среднего класса «Нового государства», но при этом были известны давними реформаторскими увлечениями.

### Авангард легальных правых
СДЦ позиционировался как партия антикоммунистическая, противостоящая «левому крену» Португальской революции. В то же время он — в отличие от таких крайне правых группировок, как Португальское федералистское движение, Португальское народное движение, Либеральная партия — в принципе признавал революцию и действовал в рамках установленной ею законности. СДЦ не принял участия в акции Молчаливого большинства 28 сентября 1974 и попытке правого переворота 11 марта 1975. Это в определённой степени оградило партию от преследований, позволило укорениться в обществе и создать сеть организаций. В то же время действовать приходилось в обстановке жёсткого конфликта и постоянного насилия. Важной датой партийной истории стало 4 ноября 1974 — физическая оборона штаб-квартиры от левацкого нападения.
13 января 1975 Верховный суд зарегистрировал СДЦ. 25 января 1974 в Хрустальном дворце Порту был проведён I съезд партии. Мероприятие подверглось атаке коммунистов и леворадикалов. СДЦ рассматривался ими как главный противник среди легальных политических сил, регулярно звучали требования запрета партии. Со своей стороны, активисты СДЦ, прежде всего из организации Juventude Centrista (Центристская молодёжь) с готовностью вступали в физические столкновения. Особенно жёстко действовали они на консервативном Севере Португалии. Высока была популярность СДЦ в среде retornados — вынужденных репатриантов из Африки.
На выборах в Учредительное собрание 25 апреля 1975 за СДЦ проголосовали почти 435 тысяч избирателей — 7,6 %. Это дало партии 16 мандатов из 250. 2 апреля 1976 СДЦ оказался единственной партией, депутаты которой в полном составе проголосовали против марксистского проекта Конституции, в котором содержался тезис о построении социализма.

### Участие в «Жарком лете»
В 1975 году политическое противостояние переросло в жёсткие силовые конфликты Жаркого лета. Официально СДЦ дистанцировался от политического насилия. Однако многие активисты и рядовые члены партии участвовали в столкновениях на стороне антикоммунистических сил.
Считаются возможными связи СДЦ с подпольными террористическими организациями МДЛП и ЭЛП, хотя документальных подтверждений тому нет. Зато известна тесная связь СДЦ с близкой к ЭЛП террористической группировкой CODECO. Один из лидеров CODECO Жозе Эстевиш работал водителем-охранником Фрейташа ду Амарала. Другой активист — Луиш Рамалью — прямо называл CODECO «вооружённым крылом СДЦ». Ещё более явственным было сотрудничество членов партии с католическим движением Мария да Фонте, участие в нападениях на партийные штабы ПКП.
СДЦ участвовал в политической борьбе иными методами. Партия организовывала мощные антикоммунистические митинги. Этапным событием стало выступление Фрейташа ду Амарала на митинге 18 октября 1975, где были сформулированы идейные принципы антимарксистского противостояния. СДЦ сыграл видную роль в организации отпора ПКП и путчу Отелу Сарайва ди Карвалью в ноябрьских событиях 1975.
Из всех системных партий СДЦ занимал наиболее жёсткие антикоммунистические позиции. Партия Фрейташа ду Амарала была единственной в стране, выразившей солидарность с активистом МДЛП Абилиу ди Оливейрой, когда он был арестован по обвинению в заказе теракта (от него отмежевалась даже Социал-демократическая партия (СДП), в которой он состоял).

### Инициаторы Демократического альянса
СДЦ продемонстрировал резкий подъём на парламентских выборах 25 апреля 1976: 876 тысяч голосов, почти 16 % и 42 мандата в Ассамблее республики из 263. Это было с тревогой отмечено не только в ПКП (уступившей третье место), но даже в советских пропагандистских инстанциях. В январе 1978 СДЦ впервые вошёл в правительственную коалицию — с Социалистической партией Мариу Соареша. Виктор ди Са Машаду получил портфель министра иностранных дел, Руи Родригеш Пена — министра административной реформы, Базилиу Орта — министра торговли и туризма.
В 1979 году Фрейташ ду Амарал предложил проект правоцентристской коалиции СДЦ с СДП и Народной монархической партией (НМП). Франсишку Са Карнейру и Гонсалу Рибейру Теллеш приняли это предложение. К ним присоединился Антониу Баррету и его сторонники, вышедшие из Соцпартии. Блок получил название Демократический альянс.
На выборах 5 декабря 1979 Демократический альянс одержал убедительную победу: более 2,5 миллиона голосов, 45,2 %, 128 мандатов из 250. При этом 43 места получил СДЦ. Правительство возглавил Франсишку Са Карнейру. Диогу Фрейташ ду Амарал занял пост вице-премьера и министра иностранных дел. Аделину Амару да Кошта стал министром национальной обороны, Жуан Мораиш Лейтан — министром по социальным вопросам, Базилиу Орта — министром торговли и туризма, Жуан Порту — министром ЖКХ. Представители СДЦ приняли энергичное участие в «выправлении левого крена».
Демократический альянс закрепил победу на выборах 5 октября 1980: 2,7 миллиона избирателей — 47,2 %, 134 мандата, из которых 46 достались СДЦ.
4 декабря 1980 Франсишку Са Карнейру погиб в авиационной катастрофе вместе с Аделину Амару да Кошта. Трагедия сильно деморализовала правящие партии. 7 декабря 1980 последовало поражение на президентских выборах — кандидат Демократического альянса Антониу Соареш Карнейру проиграл президенту Рамалью Эанешу.
Около месяца — с 4 декабря 1980 по 9 января 1981 Фрейташ ду Амарал исполнял обязанности премьер-министра Португалии. СДЦ участвовал в правительстве Франсишку Пинту Балсемана. Министерские посты в разное время занимали Фрейташ ду Амарал (вице-премьер, министр национальной обороны), Базилиу Орта (госсекретарь — помощник премьера, министр сельского хозяйства), Луиш ди Азиведу Коутинью (министр национальной обороны), Жуан Мораиш Лейтан (министр финансов и планирования), Рикарду Байян Орта (вице-премьер, министр промышленности и энергетики, министр национальной обороны), Луиш да Силва Барбоза. В 1981—1982 председателем Ассамблеи республики был представитель СДЦ Франсишку Оливейра Диаш.

### Партийный кризис 1980-х
В июне 1983 ушло в отставку коалиционное правительство Пинту Балсемана. Демократический альянс распался. СДЦ перешёл в оппозицию. Фрейташ ду Амарал оставил пост председателя СДЦ.
Новым председателем был избран Франсишку Лукаш Пиреш, ориентированный на идеи рейганизма. В 1985 его сменил Адриану Морйера, выступавший с более националистических и традиционалистских позиций, в противовес «неолиберальному материализму как двойнику марксизма».
Партия оставалась в оппозиции, критикуя справа правительства Мариу Соареша (Соцпартия) и Анибала Каваку Силва (СДП). Влияние партии заметно снизилось. На выборах 25 апреля 1983 за СДЦ голосовали около 717 тысяч избирателей — 12,5 %, 30 мандатов. Выборы 6 октября 1985 принесли партии 577 тысяч голосов — 10 %, 22 мандата. Голосование 19 июля 1987 показало обвальное падение — 252 тысячи, 4,44 %, 4 мандата. В 1986 Фрейташ ду Амарал баллотировался в президенты Португалии, но уступил Мариу Соарешу.
Возвращение Фрейташа ду Амарала к партийному руководству не изменило положения: 6 октября 1991 за СДЦ проголосовали 253 тысячи — 4,43 %, 5 мандатов из 230. Такие результаты объяснялись тем, что на правом фланге португальской политики установилось безраздельное доминирование СДП во главе с популярным премьером Каваку Силва.

### Новая генерация и партийная реформа

#### Председательство Мануэла Монтейру
Серия поражений вызвала своего рода «партийный бунт», который возглавили лидеры «Центристской молодёжи». На X съезде СДЦ в марте 1992 года председателем партии был избран недавний лидер молодёжной организации Мануэл Монтейру (взявший верх над ветераном партии Базилиу Орта). В 1993 году внеочередной съезд изменил партийное название: CDS — Partido Popular (CDS—PP) — СДЦ — Народная партия (СДЦ—НП).
Монтейру и его сторонники выступали за отказ от жёсткой идеологизации, идущей от времён «Жаркого лета», переход на позиции «современной христианской демократии». Во главу угла они ставили отношение к евроинтеграции: выступали против ускоренного формирования ЕС, поддерживали концепцию Европы наций. Эти перемены создали острый внутрипартийный конфликт. Основатель партии Фрейташ ду Амарал — решительный сторонник евроинтеграции — вышел из СДЦ. С другой стороны, активным сторонником Монтейру и его курса выступал мэр Марку-ди-Канавезиша Авелину Феррейра Торреш — младший брат Жуакина Феррейра Торреша, ультраправого подпольщика «Жаркого лета».
Парламентские выборы 1 октября 1995 показали эффективность нового курса. За СДЦ—НП проголосовали более 530 тысяч избирателей — 9 %, 15 мандатов. Однако в 1997 партия неудачно выступила на муниципальных выборах. Это стимулировало внутреннюю оппозицию, потребовавшую отставки Монтейру.

#### Избрание Паулу Порташа
Во главе «новой оппозиции» стал журналист Паулу Порташ, известный своим энергичным и прагматическим стилем в политике. Интересно, что в СДЦ—НП Порташ вступил только в 1995 году — в ранней молодости состоял в СДП, был преданным сторонником Са Карнейру, затем держался вне партий. Он активно поддерживал Монтейру в партийной реформе, не проявляя какого-либо несогласия.
На XVI съезде в 1998 Порташ выдвинулся в председатели партии и одержал победу над Марией Ногейра Пинту, чью кандидатуру предлагал Монтейру (повторилась ситуации 1992 года, когда Монтейру таким же образом победил Базилиу Орта, продвигаемого Фрейташем ду Амаралом).
Паулу Порташ призвал к примирению всех фракций партии. Однако Монтейру занял непримиримую позицию (в основном по личностным мотивам) и вышел из СДЦ—НП. Впоследствии Монтейру говорил, что именно его конфликт с Порташем «разрушил мечту о Народной партии».

### Возвращение в правительство
Раскол руководства негативно сказался на электоральных результатах. Выборы 10 октября 1999 показали снижение популярности СДЦ—НП: 430 тысяч голосов, 8,3 % — но при этом сохранилась численность фракции в 15 депутатов. На досрочных выборах 17 марта 2002 партию поддержали 477 тысяч — 8,7 %, но парламентское представительство уменьшилось на одного депутата.
В то же время по результатам выборов 2002 года СДЦ—НП — впервые за два десятилетия — вновь вошла в правительство. Жозе Мануэл Баррозу, председатель победившей СДП, предоставил Паулу Порташу пост министра национальной обороны. Представляющая СДЦ—НП Мария Селесте Кардона стала министром юстиции. Это было воспринято как несомненный успех политики Порташа.

### Первая отставка Порташа
К выборам 20 февраля 2005 Порташ ставил целью получить 10 % голосов. Этого не удалось: за СДЦ—НП проголосовали 416 тысяч избирателей, 7,2 %, что дало партии 12 мандатов. Сказалась низкая популярность правительства, которое к тому времени возглавлял Педру Сантана Лопеш. После этой неудачи Паулу Порташ подал в отставку с поста председателя СДЦ—НП.
Его сменил юрист и администратор СМИ Жозе Рибейру и Каштру — ветеран СДЦ, участник создания партии, близкий соратник Фрейташа ду Амарала, основатель «Центристской молодёжи» и христианско-демократического профобъединения FTDC. При этом Рибейру и Каштру считался сторонником Порташа. Его выдвижение рассматривалось как сохранение «двойной преемственности» — и именно этим вызывало отторжение во всех фракциях СДЦ—НП.

### Конфликт и возвращение Порташа
В начале 2007 года в Португалии прошёл референдум по вопросу о декриминализации абортов. Большинство избирателей поддержали законопроект, вопреки консервативной позиции СДЦ—НП. Это было воспринято как серьёзное поражение партии. Возникло движение за возвращение к руководству сильного лидера Порташа. Против этого выступали сторонники Мануэла Монтейру и Марии Ногейра Пинту, которые считали Порташа беспринципным властолюбивым прагматиком.
Заседание Национального совета партии 18 марта 2007 в Обидуше проходило в крайне конфликтной обстановке и сопровождалось физическим насилием. Верх взяли сторонники Порташа. Были назначены прямые выборы председателя СДЦ—НП, на которых Паулу Порташ собрал более 70 % голосов.
Выборы 27 сентября 2009 СДЦ-НП прошла успешно: более 590 тысяч голосов, 10,4 %, 21 мандат — причём вопреки пессимистическим прогнозам. Позиции Паулу Порташа резко укрепились.

### Коалиция и распад
На досрочных выборах 5 июня 2011 СДЦ—НП выступала в альянсе с СДП и вновь добилась успеха: свыше 650 тысяч голосов, 11,7 %, 24 мандата. Правительство сформировал председатель СДП Педру Пасуш Коэлью. Паулу Порташ получил в его кабинете посты вице-премьера и министра иностранных. Представители СДЦ—НП получили ещё несколько портфелей: Антониу Пиреш ди Лима стал министром экономики, Асунсан Кришташ — министром сельского хозяйства и по морским делам, Педру Мота Соареш — министром солидарности и социального обеспечения. Все они принадлежат к политической генерации Монтейру и Порташа.
Успех был закреплён созданием внушительных фракций в десятках муниципалитетов на местных выборах 2013 года.
С 2014 между СДП и СДЦ—НП был оформлен либерально-консервативный блок, получивший название Portugal à Frente — Португалия впереди. Возник своеобразный ремейк Демократического альянса. Однако устойчивость коалиции подрывалась различиями в антикризисных подходов — СДП проводила курс, основанный на экономическом либерализме, в СДЦ—НП сильна тенденция правого популизма.
На выборах 4 октября 2015 «Португалия впереди» получила наибольшее количество голосов — почти 2 млн, 37 %, 102 мандата (из них СДЦ—НП — 18). Первоначально президент Каваку Силва поручил Пасушу Коэлью формирование правительства. Однако это правительство Пасуша Коэлью просуществовало лишь до 26 ноября 2015. С этого момента прекратила существование и коалиция «Португалия впереди». Важную роль в этой ситуации сыграл Паулу Порташ, выдвинувший неприемлемые для Пасуша Коэлью требования по экономической политике — отказ от жёсткого урезания государственных расходов в порядке финансовой стабилизации.
В результате было сформировано социалистическое правительство меньшинства во главе с Антониу Кошта. СДЦ—НП снова оказалась в оппозиции.

### Лидерство Асунсан Кришташ
Политический сбой осени 2015 года привёл к смене руководства СДЦ-НП. На съезде в марте 2016 председателем партии была избрана Мария Асунсан Кришташ. Её поддержала группа авторитетных политиков послереволюционного поколения, среди которых особое место занимают бывшие министры Антониу Пиреш ди Лима, Мария Селеста Кардона, менеджер Жуан де Алмейда.
В то же время такие влиятельные политики СДЦ—НП, как депутат Европарламента Нуну Мелу, руководитель партийного антикоррупционного центра Филипе Лобу д’Авила отнеслись к избранию Асунсан Кришташ сдержанно или скорее негативно. Нуну Мелу, лидер правого крыла партии, выступает с позиций жёсткого антикоммунизма — тогда как Асунсан Кришташ склонна к идеологическим компромиссам с левыми. Избрание Кришташ стало возможным только путём договорённости с Мелу.
Новый руководитель партии ставит задачу совместить приверженность традиционным христианско-демократическим принципам времён Фрейташа ду Амарала (от которых сам он несколько отошёл, сблизившись с социалистами) с эффективным политическим менеджментом Паулу Порташа. В декабре 2016 года была проведена встреча Асунсан Кришташ с историческими лидерами партии, символизировавшая консолидацию сорокалетней традиции.
В конце 2017 года Асунсан Кришташ дважды встречалась с президентом Марселу Ребелу ди Соза: в ноябре Кришташ предлагала главе государства выплатить фермерам компенсации за ущерб от лесных пожаров, в декабре — наложить вето на законопроект о государственном финансировании политических партий, дабы блокировать возможности партийной коррупции.
Под руководством Асунсан Кришташ консерваторы добились заметного успеха на выборах в городской совет Лиссабона в декабре 2017 года. Кришташ энергично критиковала мэра-социалиста Фернанду Медину, призывала уделять большее внимание развитию социальной сферы португальской столицы. СДЦ-НП выступала в правоконсервативном блоке с Партией Земли и Народной монархической партией. Консерваторы и монархисты протестовали против «превращения Лиссабона в город досуга», образно призывают «носить юбки и брюки, но не корсеты». Председатель НМП Гонсалу да Камара Перейра ставил Асунсан Кришташ в пример — как «женщину, способную и работать, и заниматься домом». С позиций консервативного популизма и католической социальной доктрины Кришташ резко критиковала политику «жёсткой экономии», проводимую Соцпартией при поддержке коммунистов и Левого блока.
На парламентских выборах 6 октября 2019 СДЦ-НП потерпела серьёзную неудачу, получив всего 4,3 % голосов и 5 депутатских мандатов (вместо прежних 18). После опубликования результатов выборов Кришташ признала, что партия не добилась желаемых результатов. Она заявила, что не будет выставлять свою кандидатуру на руководящий партийный пост и созовёт чрезвычайный съезд партии для избрания нового лидера.

### Руководство Франсишку Родригеша душ Сантуша

#### «Молодёжный стиль»
На внеочередном съезде СДЦ—НП в городе Авейру в январе 2020 на председательский пост претендовали пять кандидатов. Наиболее вероятными считались Лобу д’Авила и лидер партийной молодёжной организации Juventude Popular (Народная молодёжь, ранее «Центристская молодёжь») Франсишку Родригеш душ Сантуш. Большинство делегатов съезда поддержали 31-летнего юриста Родригеша душ Сантуша.
Последние пять лет Родригеш душ Сантуш возглавлял аффилированную с консерваторами организацию Juventude Popular (Народная молодёжь, ранее — Центристская молодёжь). Своими политическими образцами он называет таких политиков, как Уинстон Черчилль, Рональд Рейган, Маргарет Тэтчер, Паулу Порташ, Аделину Амару да Кошта. Известен как глубоко верующий практикующий католик. Для Родригеша душ Сантуша характерна подчёркнуто молодёжная политическая стилистика. Это проявлялось даже в дресс-коде на мероприятиях: вместо костюмов и галстуков рекомендовалась молодёжная мода.

#### Потеря парламентского представительства
Перед парламентскими выборами 30 января 2022 Франсишку Родригеш душ Сантуш образно призвал правых избирателей Португалии «оставаться в традиционной семье» — голосовать за СДЦ—НП. Он аллегорически сравнил партию Либеральная инициатива с братом-хипстером, отвергающим семейные ценности; крайне правую партию Chega — с кузеном-грубияном, которого не хотят видеть за семейным столом; Социал-демократическую партию — с братом, отдалившимся от семьи и ушедшим в левую компанию. По смыслу, единственным носителем традиционного консерватизма оставалась СДЦ—НП.
Однако выборы завершились небывалым поражением партии: всего 86578 голосов — 1,6 %. Впервые в своей истории СДЦ—НП не получила ни одного места в парламенте. Франсишку Родригеш душ Сантуш взял на себя ответственность за поражение и заявил о своей отставке. Важной причиной такого итога обозреватели назвали резкий рост популярности Либеральной инициативы и Chega, которые разделили между собой электорат экономических либералов и националистов.

### Избрание Нуну Мелу
На XXIX съезде СДЦ—НП 3 апреля 2022 почти три четверти делегатов проголосовали за Нуну Мелу. Важную роль в избрании нового лидера сыграла поддержка Паулу Порташа. При этом с кандидатурой Мелу согласился и постоянный оппонент Порташа Мануэл Монтейру.

#### Возвращение в парламент
На досрочных парламентских выборах 10 марта 2024 СДЦ—НП выступала в коалиции, вновь названной Демократический альянс и объединившей те же партии, что в 1980 году. Выборы ознаменовались сокрушительным поражением Соцпартии и относительным успехом альянса. Коалиция получила более 1,8 миллиона голосов (почти 30 %). В составе альянса СДЦ—НП сумела вернуться в парламент, получив 2 мандата.

## Идеология и массовая база
СДЦ—НП выступает с позиций парламентской демократии, социального консерватизма, в защиту традиционных национальных и католических ценностей (в частности, решительно против абортов), за поддержку социокультурных сообществ традиционного типа. Высказывается в пользу ограничения иммиграции в Португалию. Экономическая доктрина партии совмещает либеральную поддержку предпринимательства с социально-популистскими позициями в духе католического социального учения.
Наибольшей поддержкой партия пользуется среди фермеров Северного региона. В городах её поддерживают в основном предприниматели, менеджеры, самостоятельные производители.

## Международные связи
СДЦ—НП входит в Международный демократический союз. При создании присоединилась к Европейской народной партии (ЕНП), но была исключена в 1995 году, когда председатель Мануэл Монтейру принял курс евроскептицизма. В 2002—2008 партия состояла в объединении национал-консервативных и евроскептических партий Альянс за Европу наций, Паулу Порташ был вице-председателем парламентской группы.
В 2008 году СДЦ—НП восстановила членство в ЕНП. Имеет одного депутата в Европарламенте.

## Лидеры

### Председатели партии
- Диогу Фрейташ ду Амарал (1974—1982, 1988—1991)
- Франсишку Лукаш Пиреш[порт.] (1983—1985)
- Адриану Морейра[порт.] (1986—1988)
- Мануэл Монтейру[порт.] (1992—1997)
- Паулу Порташ (1998—2005, 2007—2016)
- Жозе Рибейру и Каштру[порт.] (2005—2006)
- Мария Асунсан Кришташ (2016—2020)
- Франсишку Родригеш душ Сантуш (2020—2022)
- Нуну Мелу (с 2022)

### Премьер-министры от партии
- Диогу Фрейташ ду Амарал (исполняющий обязанности в декабре 1980 — январе 1981)

### Председатели парламента от партии
- Франсишку де Оливейра Диаш[порт.] (1981—1982)

## Память Амару да Кошта
В СДЦ—НП существует своеобразный «культ» Аделину Амару да Кошта — одного из основателей, трагически погибшего в авиакатастрофе вместе с Са Карнейру. Его почитание усилилось после разрыва с другим основателем — Фрейташем ду Амаралом, портрет которого при Порташе был даже снят со стены в штаб-квартире.

## Название и символика
СДЦ—НП несколько раз меняла официальное название.
- 1974—1993 — Партия Социально-демократического центра (Partido do Centro Democrático Social, CDS)
- 1993—1995 — Партия Социально-демократического центра — Народная партия (Partido do Centro Democrático Social — Partido Popular, CDS—PP)
- 1995—2009 — Народная партия (Partido Popular, CDS—PP)
- c 2009 — СДЦ — Народная партия (CDS — Partido Popular)

Эмблема партии — белый квадрат с голубым кругом в центре и сближающимися по диагонали голубыми стрелами. В 1975—1993, когда партия называлась CDS, круг и стрелы были чёрными, в 1993—2009 квадрат был голубым, круг и стрелы — жёлтыми.